# Toleria
Toleria is een geslacht van vlinders uit de familie wespvlinders (Sesiidae), onderfamilie Sesiinae.
Toleria is voor het eerst wetenschappelijk beschreven door Walker in 1865. De typesoort is Toleria abiaeformis.

## Soorten
Toleria omvat de volgende soorten:
- Toleria abiaeformis Walker, 1865
- Toleria ilana Arita & Gorbunov, 2001